# Albert Sonnenbrodt
Albert Robert Gottlieb Sonnenbrodt (* 9. September 1878 in Hannover-Linden; † 21. Juli 1966 in Goslar) war ein deutscher Tierarzt und Landstallmeister.

## Leben
Albert Sonnenbrodt wurde als Sohn des Hofrat-Hofstaatssekretärs Carl Sonnenbrodt geboren. Zum Sommersemester 1900 begann er das Studium an der Tierärztlichen Hochschule Berlin und wurde Mitglied des Corps Franconia Berlin. Im Januar 1904 erhielt er in Berlin die tierärztliche Approbation. 1905 wurde er Assistent und Prosektor am Anatomischen Institut der Tierärztlichen Hochschule Berlin. Im Sommersemester 1908 wurde er an der Universität Gießen mit summa cum laude zum Dr. med. vet. promoviert.
Im Verlauf des Jahres 1908 wurde Sonnenbrodt Gestütsdirektor des Hofgestüts Harzburg. Am Ersten Weltkrieg nahm er zunächst als Hauptmann im Kaiser Franz Garde-Grenadier-Regiment Nr. 2 teil. 1916 wurde er Veterinärreferent in der Militärverwaltung Kurland des Ober Ost. 1923 wurde er zum Landstallmeister und 1932 zum Landestierarzt für Braunschweig und Referenten im Staatsministerium ernannt. 1945 ernannte ihn die Tierärztliche Hochschule Hannover, an der er von Oktober 1945 bis Mai 1947 einen Lehrauftrag für Tierzucht hatte, zum Professor. Zum Jahreswechsel 1955/56 trat er als Landstallmeister a. D. in den Ruhestand und lebte zuletzt in Goslar.
Durch die Forderung Sonnenbrodts nach einer stärkeren Einbindung der Tierärzte in die Tierzucht kam es 1919 zu einem langjährigen Streit zwischen Tierärzten und akademischen Landwirten, der erst durch das reichseinheitliche Körgesetz von 1936 beigelegt wurde. Der zuständige Amtstierarzt war nunmehr als stimmberechtigter Gutachter bei der Beurteilung von Konstitution, Erbfehlern und allgemeiner Gesundheit einzubeziehen. In der reichseinheitlichen Novelle der Tierzuchtinspektorenprüfungsordnung von 1937 wurde jedoch den Tierärzten der Zugang zur Tierinspektorenlaufbahn verbaut, da sie wie die preußische Regelung von 1923 nunmehr rechtsweit ein abgeschlossenes Studium der Landwirtschaft forderte.
Sonnenbrodt war Mitautor des in fünf Auflagen erschienenen Lehrbuchs Lehrbuch der Krankheiten des Schafes.
Die bildende Künstlerin und Malerin Helene Sonnenbrodt (1877–1970) war seine Schwester.

## Auszeichnungen
- 1947: Ehrenbürger der Tierärztlichen Hochschule Hannover

## Schriften
- Die Wachstumsperiode der Oocyte des Huhnes, 1908
- Kurländische Pferdezucht 1917-1918. In: Jahrbuch für wissenschaftliche und praktische Tierzucht einschließlich der Züchtungsbiologie, 1919, S. 64–107
- Tierärzte und Tierzucht. In: Deutsche Tierärztliche Wochenschrift, Heft 36, 1919, S. 375–376
- Wie ist die tierärztliche Betätigung in der Tierzucht anzubahnen? In: Deutsche Tierärztliche Wochenschrift, Heft 41, 1919, S. 461–464
- Deutsche Gesellschaft für Züchtungskunde. In: Deutsche Tierärztliche Wochenschrift, Heft 45, 1919, S. 514–515
- Vollbluthengst Calveley. In: Deutsche Tierärztliche Wochenschrift, Heft 45, 1919, S. 515
- Eine Zucht dreibeiniger Ferkel. In: Deutsche Tierärztliche Wochenschrift, Hefz 1, 1939, S. 7–9
- Lehrbuch der Krankheiten des Schafes, 4. Auflage 1946, 5. Auflage 1950 (zusammen mit Theodor Oppermann als Hauptautor und Fritz Schmid)